# Simulium loveridgei
Simulium loveridgei är en tvåvingeart som beskrevs av Crosskey 1965. Simulium loveridgei ingår i släktet Simulium och familjen knott. Inga underarter finns listade i Catalogue of Life.